# 高橋弘樹
高橋 弘樹（たかはし ひろき、1981年7月7日 - ）は、日本の映像ディレクター、テレビプロデューサー、YouTuber。経済動画メディア「ReHacQ」のプロデューサー、ReHacQの運営やテレビ番組の制作を手掛ける株式会社tonariの代表取締役社長。ABEMAでも勤務し、プロデューサーを務める。

## 経歴
東京都出身。2005年早稲田大学政治経済学部卒業後、テレビ東京入社。ジャーナリスト志望だったが、テレビ東京時代は「TVチャンピオン」や演歌番組などに携わる。「家、ついて行ってイイですか?」、「空から日本を見てみよう」など、主にロケ技術を駆使した番組を手がける。2015年 - 日本民間放送連盟賞テレビエンターテインメント番組・最優秀賞と第53回ギャラクシー賞テレビ部門・優秀賞を「家、ついて行ってイイですか？」にて受賞。2021年4月 - YouTubeチャンネルの日経テレ東大学を開設し、制作統括を担当。チャンネル登録者数が100万人に達した直後の2023年3月で終了。
2023年3月同社退社後に、株式会社tonariを創業し代表取締役社長に就任。政治・経済メディア「ReHacQ」を立ち上げる。AbemaTVにも入社。

## 担当番組

### 現在担当中の番組

#### tonari
- ReHacQ−リハック−（企画・演出・プロデューサー・出演）（YouTube）
- 行かない旅（企画・演出・リハックマ）（山梨放送・YouTube）
- AKB48、昔聞いた?（企画・演出）（山梨放送・YouTube）

#### ABEMA
- 世界の果てに、ひろゆき置いてきた→世界の果てに、東出・ひろゆき置いてきた（演出・プロデューサー）
- ななにー 地下ABEMA（プロデューサー）
- 国境デスロード（ゼネラルプロデューサー）[9]

### 過去に担当していた番組

#### テレビ東京（地上波）
- TVチャンピオン（AD・ディレクター）
- 新説!?日本ミステリー（ディレクター・演出）
- 決着!歴史ミステリー（ディレクター・演出）
- ザ・ドキュメンタリー（ディレクター）
- 所さんの学校では教えてくれないそこんトコロ!（ディレクター）
- 空から日本を見てみよう（ディレクター）
- 歌って覚えまショー（演出）
- ジョージ・ポットマンの平成史（プロデューサー・演出）
- 世界ナゼそこに?日本人 〜知られざる波瀾万丈伝〜（ロケディレクター・演出）
- 美しい人に怒られたい（プロデューサー・演出）
- 吉木りさに怒られたい（プロデューサー・演出・脚本）
- カメラ置いとくんで、一言どうぞ 〜街中に、カメラ放置してみました〜（プロデューサー・演出）
- 激辛ドM男子（プロデューサー・演出・脚本）
- ウソのような本当の瞬間!30秒後に絶対見られるTV（プロデューサー）
- 家、ついて行ってイイですか?（プロデューサー・演出）
- ◯時◯分そこ行きます！ロケスケ流出旅（プロデューサー・演出）
- 浦和から持ってきて！（プロデューサー・演出）
- 乃木坂に、越されました〜AKB48、色々あってテレ東からの大逆襲!〜（総合演出・プロデューサー）
- AKB48、最近聞いた?〜一緒になんかやってみませんか?〜（総合演出・プロデューサー・カメラ・ひろゆこ）
- ADオグリの事件簿～草津温泉ミステリー～（企画・原案・プロデューサー）
- AKB48、最近聞いたかも?〜一緒になんかやってみませんか?〜（総合演出・プロデューサー・カメラ・ひろゆこ）
- AKB48、最近聞いたよね…〜一緒になんかやってみませんか?〜（総合演出・プロデューサー・カメラ・ひろゆこ）

#### テレビ東京（YouTubeで配信）
- 日経テレ東大学（企画・制作統括・ピラメキパンダ）

#### BSジャパン→BSテレビ東京
- 空から日本を見てみようplus（プロデューサー）
- くもじいの休日（プロデューサー）
- 文豪の食彩（プロデューサー・監督）
- ワーキングデッド 〜働くゾンビたち〜（プロデューサー・演出）
- 撮影の、一切ないドラマ 蛭子さん殺人事件（プロデューサー・演出・脚本）[10]

#### テレ東プレイ（ネット配信）
- 新・美しい人に怒られたい（プロデューサー・演出・脚本）[11]
- ハライチ澤部&みちょぱの 大正生まれだけど質問ある？（プロデューサー・演出）[12]

#### tonari
- ひろゆき&大盛真歩のまったり妄想不動産（企画・演出・プロデューサー・イ〜カくん） ※「比呂遊子」としてクレジット（山梨放送・YouTube）[13]
- ミッドナイト・ファイナルアプローチ（脚本・プロデューサー） ※「ひろゆこ」としてクレジット（山梨放送・YouTube）
- AKB48、久しぶりの二度目旅（企画・演出）（山梨放送・YouTube）[14]
- ローカルアナのさがしもの（企画・脚本・プロデューサー） ※山梨放送開局70周年記念ドラマ（山梨放送・一部の日本テレビ系列局）[15]

## 出演番組
※日経テレ東大学、tonariが制作する番組以外を記述。
- しごとをあそぼ（NHKラジオ第1、月1回放送）
- そこまで言って委員会NP（読売テレビ、2023年6月25日）
- PIVOT（2023年3月5日、2023年3月8日、2023年3月25日、2023年3月28日、2023年4月4日、2024年11月30日、2024年12月3日）
- NewsPicks（2023年3月6日、2023年3月8日、2024年3月18日）
- 新R25チャンネル（2023年3月09日、2023年7月14日、2023年7月22日、2023年8月13日、2023年08月30日、2024年4月27日、2024年7月11日、2024年10月3日）
- ひろゆきのユキサキミテイ（2023年5月22日、2023年12月5日、2024年2月13日）
- キャリアJUMP【第二新卒 転職】（2023年3月14日、2023年5月30日、2023年6月2日、2023年6月7日）
- しゅんダイアリー 就活（2022年12月25日、2023年3月14日、2023年3月16日、2023年3月29日、2023年5月30日）
- 内定チャンネル（2024年2月9日）
- せーの!で編集してみたら...（NHK総合、2024年12月16日）
- スルミ presents トップジャム（ニッポン放送、2024年12月26日）
- ReHacQ R大学 教養学部 (文化放送・YouTube、2025年4月1日～)

## 著書
- 『TVディレクターの演出術 物事の魅力を引き出す方法』2013年11月5日、ちくま新書、筑摩書房出版 ISBN  978-4480067432
- 『ジョージ・ポットマンの平成史』（伊藤正宏との共著）2012年4月25日、大和書房出版 ISBN  978-4479392255
- 『ビジネスパーソンのための 吉木りさに怒られたい』2015年2月13日、中経出版出版 ISBN 978-4046011107
- 『敗者の読書術―圧倒的な力の差をくつがえす発想法』2015年6月12日、主婦の友社出版 ISBN 978-4072995204
- 『1秒でつかむ 「見たことないおもしろさ」で最後まで飽きさせない32の技術』2018年12月8日、ダイヤモンド社出版 ISBN 978-4-478-10647-1
- 『都会の異界 東京23区の島に暮らす』2021年7月14日、産業編集センター出版 ISBN 978-4-86311-304-6
- 『天才たちの未来予測図』（編著、成田悠輔・斎藤幸平・小島武仁・内田舞 著）2022年9月29日、マガジンハウス出版 ISBN 978-4-8387-7509-5
- 『集中講義ニッポンの大問題』（編著、日経テレ東大学 著）2023年2月2日、日経BP出版 ISBN 978-4-296-00101-9
- 『なんで会社辞めたんですか?』（聞き手・編著、日経テレ東大学 著）2023年3月29日、東京ニュース通信社出版 ISBN 978-4-06-531194-3
- 『ひろゆきツアーズ』（聞き手）2023年5月23日、産業編集センター出版 ISBN 978-4-86311-364-0
- 『世界の果てに、ひろゆき置いてきた』（ひろゆき、東出と共著）2024年5月18日、大和書房出版 ISBN 978-4-479-79806-4